# Mimosa Jallow
Mimosa Jallow (Jyväskylä, 17 de junio de 1994) es una deportista finlandesa que compite en natación, especialista en el estilo espalda. Ganó dos medallas de bronce en el Campeonato Europeo de Natación, en los años 2016 y 2018.

## Palmarés internacional
| Campeonato Europeo | Campeonato Europeo    | Campeonato Europeo | Campeonato Europeo |
| Año                | Lugar                 | Medalla            | Prueba             |
| ------------------ | --------------------- | ------------------ | ------------------ |
| 2016               | Londres (Reino Unido) | Medalla de bronce  | 4 × 100 m estilos  |
| 2018               | Glasgow (Reino Unido) | Medalla de bronce  | 50 m espalda       |